# Tractat de Thorn (1709)
El Tractat de Thorn fou conclòs el 9 d'octubre de 1709 entre August el Fort i Pere I de Rússia a Thorn (Toruń), durant la Gran Guerra del Nord. Les parts referen la seva aliança, que Carles XII de Suècia havia desfet al Tractat d'Altranstädt (1706), i acceptaven el retorn de la corona polonesa a August.

## Antecedents
Amb la derrota sueca decisiva a la batalla de Poltava, el Tsar rus Pere I de Rússia havia guanyat la superioritat en la Gran Guerra del Nord. Amb el principal exèrcit suec destruït i el rei suec Carles XII exiliat a l'Imperi Otomà, August el Fort, que Carles XII havia destronat com a rei polonès en Tractat d'Altranstädt (1706), estava preparat per marxar sobre la Confederació de Polònia i Lituània i reclamar el tron polonès a l'aliat dels suecs Stanisaw Leszczyski. El territori reconquerit per August el 1709 incloïa la ciutat de Thorn (Toruń) a la Prússia Reial, on es trobà amb Pere el Gran per pactar els termes de la seva política comuna pel nord-est d'Europa.

## Termes i aplicació

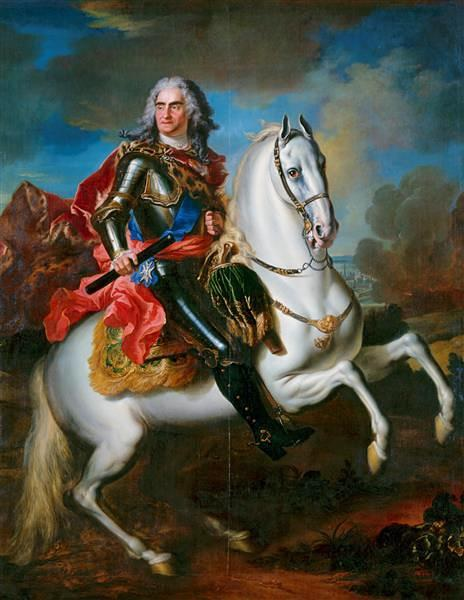
August El Fort

Pere donà suport a la restauració d'August com a Rei polonès, després d'assegurar-se que els càrrecs més alts de la Confederació de Polònia i Lituània estiguessin ocupats per nobles partidaris del tsar. August estava obligat perseguir grups antirussos a Polònia. En una clàusula secreta, s'establia que la Livònia Sueca s'havia de dividir en el moment de la seva conquesta, August obtindria la part del sud i Pere la nord (Estònia).
En contrast amb la primera aliança a Preobrazheskoye, les condicions de Thorn foren en gran part imposades per Pere el Gran, el qual havia tingut una relació estreta amb August el Fort, però que s'havien refredat des d'Altranstädt. Encara que a August se li prometé una altra vegada el territori conquerit a Livònia, aquesta clàusula mai no es feu efectiva.
Després de la conclusió del tractat, Pere el Gran aconseguí la creació d'una altra gran aliança antisueca. Viatjà fins a la propera Marienwerder, per trobar-se amb Frederic I de Prússia, abans de dirigir-se al campament rus prop de Riga, on arribà el 10 de novembre. L'aliança danesa-russa, que Carles XII havia destruït amb el Tractat de Traventhal, el 1700, es reactivà amb el Tractat de Copenhagen (1709) pels diplomàtics de Pere el Gran a la cort danesa.
A principis de 1710, August el Fort entrà a la capital polonesa Varsòvia, forçant al seu adversari Estanislau I de Polònia a exiliar-se a Stralsund, a la Pomerània Sueca. Després que August hagués consolidat la seva posició a Lituània i Polònia, començà una campanya contra territori suec el 1711, quan envaí Pomerània i posa setge a Stralsund juntament amb forces daneses i russes les forces, en la primera campanya combinada d'aquests aliats en la Gran Guerra del Nord. Pere el Gran havia finalitzat mentrestant les seves Campanyes a la Livònia Sueca.